# George Waggner
George Waggner (New York, 7 settembre 1894 – Hollywood, 11 dicembre 1984) è stato un regista, sceneggiatore, produttore cinematografico  e attore statunitense.

## Filmografia parziale

### Regista

#### Cinema
- Uomini e lupi (Wolf Call) (1939)
- Drums of the Desert (1940)
- L'uomo elettrico (Man-Made Monster) (1941)
- Horror Island (1941)
- A sud di Tahiti (South of Tahiti) (1941) - anche produttore
- L'uomo lupo (The Wolf Man) (1941) - anche produttore
- La voce magica (The Climax) (1944) - anche sceneggiatore e produttore
- Tangeri città di avventurieri (Tangier) (1946)
- Il ritorno del kentuckiano (The Fighting Kentuckian) (1949)
- Lo squalo tonante (Operation Pacific) (1951)
- La carica delle mille frecce (Pawnee) (1957)

#### Televisione
- I segreti della metropoli (1954-1955; 5 episodi)
- Code 3 (1957; 7 ep.)
- The Veil (1958; 4 ep.)
- Northwest Passage (1958-1959; 5 ep.)
- Indirizzo permanente (1959-1963; 41 ep.)
- Organizzazione U.N.C.L.E. (1966-1967; 7 ep.)
- Batman (1966-1967; 10 ep.)

### Sceneggiatore
- The Keeper of the Bees, regia di Christy Cabanne - dialogo addizionale (1935)
- Uomini e lupi (Wolf Call), regia di George Waggner (1939)
- Oklahoma Terror, regia di Spencer Gordon Bennet (1939)
- L'ora fatale (The Fatal Hour), regia di William Nigh (1940)
- La via dell'oro (Queen of the Yukon), regia di Phil Rosen (1940)
- Il fantasma della città (Phantom of Chinatown), regia di Phil Rosen (1940)
- L'uomo elettrico (Man-Made Monster), regia di George Waggner (1941)
- Il ritorno del kentuckiano (The Fighting Kentuckian), regia di George Waggner (1949)
- Lo squalo tonante (Operation Pacific), regia di George Waggner (1951)
- La carica delle mille frecce (Pawnee), regia di George Waggner (1957)
- L'uomo della valle (Man from God's Country), regia di Paul Landres (1958)

### Produttore
- Il terrore di Frankenstein (Ghost of Frankenstein) (1942)
- L'agente invisibile (Invisible Agent) (1942)
- Frankenstein contro l'uomo lupo (Frankenstein Meets the Wolf Man) (1943)
- Il fantasma dell'Opera (Phantom of the Opera) (1943)
- Il cobra (Cobra Woman) (1944)
- La carovana dei ribelli (Gypsy Wildcat) (1944)

### Attore
- Lo sceicco (The Sheik), regia di George Melford (1921)
- La sua ora (His Hour), regia di King Vidor (1924)
- Il cavallo d'acciaio (The Iron Horse), regia di John Ford (1924)